# コルン
コルン（ドイツ語: Kornbrand）とは、主にドイツ西部で生産される蒸留酒（シュナップス）の一種。ドイツ語ではKornbranntweinと呼ばれることもある。
ドイツ語でKornは穀物の意味がある。Kornbrandは「穀物のブランデー」の意味で、Kornbranntweinは「穀物から造ったブランデー」の意となる。その名の通り、小麦やライ麦などの穀物類を原料とした蒸留酒であり、無色透明で風味が無いのが特徴となっている。
EUの規制では、コルンとは「小麦、大麦、オーツ麦、ライ麦、ソバだけを発酵、蒸留した酒。または、小麦、大麦、オーツ麦、ライ麦、ソバを原料としたグレーンスピリッツからつくられる酒であり、いっさい香味付けをしないもの」と定義されている。
ドイツの国内法では、EUの規制の上にアルコール度数の規定もあり、コルンはアルコール度数が32度以上と定められている。
食後に食後酒（Digestif）として単独で飲まれるほか、ビールと交互に飲んで体を温めたり、ベルリナー・ヴァイセに添加されるなどして愛飲されている。

## ドッペルコルン
ドッペルコルン（ドイツ語: Doppelkorn）と呼ばれる物はアルコール度数が38度以上でなければならない。ドッペルは二重や二度の意味もあるが、「通常のコルンよりアルコール度数が高い」の意で用いられており、製法そのものは通常のコルンと変わらない。